# Ormur Ormsson
Ormur Ormsson (1242 – 1270) fue un caudillo medieval y goði de Islandia en el siglo XIII. Pertenecía al clan familiar de los Svínfellingar y era hijo de Ormur Jónsson Svínfellingur y Álfheiður Njálsdóttir. Su padre murió antes de nacer y sus hermanos Guðmundur y Sæmundur Ormsson fueron asesinados por Ögmundur Helgason en 1252, cuando Ormur tenía 10 años. Cuando cumplió la mayoría de edad, lideró a su clan y en 1264 llevó a los caudillos islandeses a jurar pleitesía al rey Haakon IV de Noruega y someter la isla a la autoridad de la corona acabando definitivamente con la Mancomunidad Islandesa. En 1270 la corona le promueve como gobernador de la isla (hirðstjórar) junto con Hrafn Oddsson, pero no pudo disfrutar mucho su nuevo cargo porque murió ahogado durante un viaje a Noruega.